# Pommes Anna

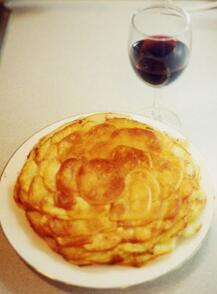
« Pommes Anna » en version simplifiée et allégée.

Les pommes Anna sont une recette classique de la cuisine française, une sorte de « gâteau » de pommes de terre émincées, assaisonnées au beurre, puis cuites au four.

## Historique
La création de ce plat, datée de 1870, est généralement attribuée au cuisinier Adolphe Dugléré,, élève de Carême, alors qu'il était chef cuisinier du Café Anglais, un restaurant parisien très renommé au xixe siècle. Le nom de « pommes Anna » lui aurait été donné en l'honneur d'une courtisane célèbre du Second Empire, Anne Deslions, habituée du lieu.
« Anna » est aussi le nom de plusieurs variétés cultivées de pommes de terre.

## Préparation
Ce plat demande un tour de main particulier et beaucoup de beurre. Ses seuls ingrédients sont des pommes de terre à chair ferme et du beurre.
Les pommes de terre sont épluchées et coupées en tranches fines. Les tranches sont disposées sur le fond et les parois d'un moule à charlotte préalablement beurré, puis le moule est rempli de cinq ou six couches de tranches de pommes de terre, intercalées d'une couche de beurre. Le tout, enveloppé d'une feuille d'aluminium ou de papier sulfurisé, est cuit à four chaud pendant 25 minutes.
Après la cuisson, le plat est démoulé et forme un gâteau qui doit rester moelleux au cœur et croustillant à l'extérieur. Il est alors coupé en quartiers et accompagne habituellement les viandes grillées.
De nombreuses recettes modernes sont un peu plus faciles à préparer et nettement allégées en beurre.
Il existe une casserole à pommes Anna, de forme ronde, munie de poignées en oreilles et d'un couvercle emboîtant, spécialement étudiée pour cette recette. Elle est généralement réalisée en cuivre étamé.

## Variantes
- Pomme Voisin[7] : pomme Anna préparée en intercalant chaque couche de pommes de terre de fromage râpé. Cette version a été remise au goût du jour sous le nom « pommes moulées Élysée » par Guillaume Gomez quand il était chef des cuisines du Palais de Élysée[8].
- Pomme Yvette (ou Nana, ou Ninette)[7] : pomme en julienne dont la préparation est semblable à celui de la pomme Anna.